# Oakley C. Curtis

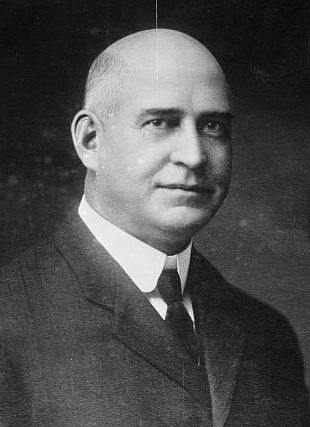
Oakley Chester Curtis, 1910

Oakley Chester Curtis (* 29. März 1865 in Portland, Maine; † 22. Februar 1924 in Falmouth, Maine) war ein US-amerikanischer Politiker und von 1915 bis 1917 Gouverneur des Bundesstaates Maine.

## Frühe Jahre und politischer Aufstieg
Oakley Curtis besuchte die örtlichen Schulen seiner Heimat. Nach der Schule betätigte er sich im Bankwesen. Außerdem war er Präsident einiger Firmen wie der Casco Mercantile Trust Company oder der US Trust Company. Seine politische Laufbahn begann 1901, als er für ein Jahr in den Stadtrat von Portland gewählt wurde. Zwischen 1903 und 1904 war er Abgeordneter im Repräsentantenhaus von Maine; von 1905 bis 1908 saß er im Staatssenat. Dann wurde er Bürgermeister von Portland. Dieses Amt übte er zwischen 1911 und 1914 aus.

## Gouverneur von Maine
Im Jahr 1914 wurde er als Kandidat seiner Demokratischen Partei zum neuen Gouverneur von Maine gewählt, wobei er sich mit 44:42 Prozent der Stimmen gegen den republikanischen Amtsinhaber William T. Haines durchsetzte. Er trat seine zweijährige Amtszeit am 6. Januar 1915 an. In dieser Zeit wurden in Maine die Gesetze zur Regelung der Kinder- und Frauenarbeit verbessert. Im Bereich des Schulwesens wurden mobile Schulbüchereien eingeführt. Trotzdem gelang es Curtis im Jahr 1916 nicht, wiedergewählt zu werden.
Nach dem Ende seiner Amtszeit am 3. Januar 1917 zog sich Curtis aus der Politik zurück und widmete sich seinen privaten Interessen. Er starb am 22. Februar 1924 in Falmouth. Oakley Curtis war mit Edith L. Hamilton verheiratet. Gemeinsam hatten sie fünf Kinder.